# 숭의어린이도서관
숭의어린이도서관은 인천광역시 미추홀구 소재의 구립 어린이 도서관이다.

## 연혁
- 2009년 10월 22일 개관.
- 2010년 3월 5일 상호대차서비스 시스템 구축.
- 2011년 1월 3일 남구 구립도서관 통합도서서비스 시행.
- 2012년 10월 10일 남구청과 인천남부교육지원청 업무협약 체결.
- 2012년 10월 31일 독서문화진흥을 위한 남구청 - (사)인천작가회의 업무협약 체결.

## 이용 안내
이용 시간
- 화~일요일: 오전 10시 ~ 오후 6시

휴관일
- 월요일
- 법정 공휴일